# 一夜新娘
《一夜新娘》，2019年中國大陸架空歷史古裝劇，由芒果TV出品、華晨美創承製、銀河酷娛聯合承製，高林豹執導，袁昊、易柏辰、趙昭儀等出演的古裝甜寵網劇。本劇改編自月斜影清的同名小說，講述了狂傲海盜王和將門俠女之間“高糖甜寵”的浪漫愛情。出身富貴世家的女主角花榮勵志成為俠女，在闖蕩江湖過程中與秦尚城、金逸文等人相遇。共同經歷一次次的歷練成長後，三人間的情感交織日漸復雜的故事。本劇於2019年12月3日在芒果TV播出，劇集熱播好評，收官後在2020年1月加播第二結局(番外現代版)，而一夜新娘第二季已於2022年5月20日在芒果TV播出，收穫觀眾好評。

## 劇情概述
女主花溶雖為將門閨秀千金，卻性格古靈精怪不喜受世俗規矩限制，因崇拜雲鶴大俠立志成為行走江湖的俠女，機緣巧合下與海盜島主結緣，差點成了“壓島夫人”，花溶一直堅持要逃離海島，與秦尚城發生了一系列啼笑皆非的故事，她假意答應嫁給秦尚城，並計劃在新婚之夜逃跑做“一夜新娘”，最終如願以償逃離海島，因秦尚城窮追不捨又碰頭，二人的愛情故事由此展開，花溶也在行俠仗義的路途中逐漸成長和秦尚城相互扶持，收穫了友情和愛情。

## 演员
| 演員   | 角色            | 介紹 | 配音   |
| 袁昊   | 秦尚城 雲鶴大俠 | 海盜王。武功高強、腹黑睿智的島主，管理一群手底下的兄弟們，雖是海盜但對於搶奪錢財方面都有一番仗義原則，生活重心在尋找殺害義父的仇人，為了方便尋仇而隱匿身份為喬裝蒙面的雲鶴大俠多年，途中遇見並喜歡上花榮，認定後用心追求不放手。 | 魏超   |
| 趙昭儀 | 花榮            | 古靈精怪的女孩，將門千金，立志成為濟弱扶貧、行走江湖的俠女，偶像是雲鶴大俠。因想救人與秦尚城有第一次相遇，被誤認為壞人同伙擄到海盜島上及被逼迫結婚，逃離後一路上與秦尚城日漸患難相處有了感情。                                   | 劉蕊   |
| 易柏辰 | 金逸文          | 灑脫不羈、溫文俊秀的萬疆國四皇子，因母親頑疾而雲游至天楚國欲尋找治病良藥，巧遇花榮而生情愫，但內心也明白花榮的心中並無自己，大方成全，知曉兄長為幕後主謀大義滅親。                                                               | 陳冠豪 |
| 余凱寧 | 錢大有          | 海盜王手下和軍師，熱愛錢財但也忠心及富兄弟情義。 | 郭皓   |
| 黃千碩 | 張弦            | 海盜王手下和護衛，武力值高、忠誠、個性豪邁憨直。 | 王冠南 |
| 高基才 | 趙元明          | 鎮南王府庶子，與花榮為青梅竹馬的義兄，喜歡花榮，表面斯文儒雅，私下偏執陰險，黑龍幫幕後主使者之一。 | 彭堯   |
| 馬超   | 岳風            | 島上出生的孤兒、洗衣奴，被花榮解救一起逃離海盜島並結為義姐弟。 | 尚晴   |
| 張佳琳 | 小茴            | 母親去世被爹賣去天仙樓賣藝的女子，花榮闖蕩江湖第一位要救的人與花榮情同姐妹，後與秦尚城護衛張弦結為夫妻。 | 李詩萌 |
| 王珮寒 | 蘇青青          | 蘇家千金，花榮表姐，因鍾情於趙元明而協助他為惡，最終反悔醒悟幫助花榮後自盡。 | 周一函 |
| 何倩影 | 陸婉婉          | 萬疆國第一大商會之女，因逃婚途中與花榮結識成為好姐妹，暗戀金逸文。 |        |
| 于歆童 | 唐楚蝶          | 夢蝶山莊少莊主，多年前受雲鶴大俠相救而鍾情於他，並勤練武藝成為俠女，理解秦尚城和花榮的感情後放下。 |        |
| 趙倬霆 | 夜辰            | 唐楚蝶的師兄，喜歡唐楚蝶多年因求而不得，而暗下毒手欲害秦尚城反傷了花榮，事敗後跳崖自盡。 | 蘇尚卿 |
| 苑瓊丹 | 青樓老鴇        | 天仙樓的老鴇。(客串) |        |
| 那家威 | 二當家          | 海盜島二當家，為人凶暴殘忍，曾救過秦尚城，因心懷不軌反叛島主失敗被殺。 |        |
| 臧金生 | 花滿天          | 天楚國將軍，只有獨女花榮所以對她特別縱容疼愛。 |        |

## 主题曲
| 曲序 | 曲目                   |                  | 作曲   | 演唱者       |
| ---- | ---------------------- | ---------------- | ------ | ------------ |
| 1.   | 驚夢（片頭曲、主题曲） | 李全             | 李全   | 胡66         |
| 2.   | 一吻入魂（片尾曲）     | 雷壯、廖凌超     | 高瑩   | 張宇俊如     |
| 3.   | 酒殤（插曲）           | 焦雨溪           | 陸蔚欣 | 刘彬濠       |
| 4.   | 江湖不相見（插曲）     | WA小旭、盧文韜   | 盧文韜 | 蔣申、王子銘 |
| 5.   | 愛無休止（插曲）       | 雷壯             | 巫思華 | 王欣茹       |
| 6.   | 一程（插曲）           | 王添賜           | 文雯   | 欒貽澤       |
| 7.   | 風逐驚濤（插曲）       | 李瑛（星嫻秀一） | 王藝杰 | 霄磊         |

## 外部連結
- 《一夜新娘》的新浪微博（简体中文）
- 豆瓣电影上《一夜新娘》的資料 （简体中文）
- 豆瓣读书上《一夜新娘》的資料 （简体中文）